# الشرق الأدنى

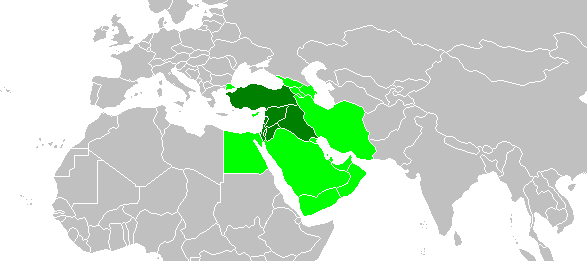
الشرق الأدنى

الشرق الأدنى أو الشرق القريب مصطلح يستخدمه علماء الآثار والجغرافيا والتاريخ، ليشير إلى منطقة الأناضول (تركيا الحالية)، والهلال الخصيب الذي ينقسم بدوره إلى بلاد الشام وتشمل الآن الأردن وسوريا ولبنان وفلسطين وشبه الجزيرة العربية وبلاد الرافدين وهي العراق وشرق سوريا حالياً، ومصر. كما تم تصوره من حيث قرب المنطقة من أوروبا، فإن الشرق الأدنى مصطلح مركزي أوروبي.

## تاريخ الشرق الأدنى

### العصر البرونزي
بدأ العصر البرونزي أولا في الشرق الأدنى بالحضارة السومرية في بلاد الرافدين على نهري دجلة والفرات والحضارة الفرعونية في مصر على نهر النيل في نهايات الألفية الرابعة قبل الميلاد.
الخريطة السياسية والديمغرافية للشرق الأدنى في العصر البرونزي.

#### بلاد الرافدين
الأراضي الواقعة بين نهري دجلة والفرات، واللذان ينبعان من جبال أرمينيا وتغذيهما روافد عديدة ويصبان في الخليج العربي. جنوب بلاد الرافدين استقر السومريّون في دلتا نهري دجلة والفرات في الألف الرابع قبل الميلاد تحديداً غير معروف من أين أتوا ولكنهم أختلطوا مع العبيدين سكان جنوب العراق. وفي وسط العراق استقر الأكديون شعب سامي ارتحل من الجزيرة العربية، أما شمال العراق فاستقر بها الآشوريون.
غرب بلاد الرافدين عاش الآراميون في بادية الشام وهم من الشعوب السامية الرحل أما الأموريون والكنعانيون وهم شعوب سامية ارتحلوا من الجزيرة العربية فاستقر الأموريون على حواضر سومر في بلاد الرافدين وتأثروا بالحضارة السومرية وأثّروا فيها وشكلوا جزءاً أساسياً من سكان مملكة إبلا سنة 3000 ق.م. ومملكة ماري سنة 2900 ق.م في الشام بينما استقر الكنعانيون على الساحل الجنوبي للشام (لبنان وفلسطين حاليا) وتأثروا بالحضارة المصرية. أطلق اليونانيين اسم فينيقيون على الكنعانيون الذين استوطنوا ساحل الشام واسسوا الحضارة الفينيقية نحو 1200 ق.م.
شمال بلاد الرافدين حيث آسيا الصغرى أو الأناضول كان هناك الحيثيون والحوريون وهم من الشعوب الهند أوروبية الذين هاجروا من جبال زاغروس. وأسسوا ممالك عظيمة في الألفية الثانية قبل الميلاد.
شرق بلاد الرافدين كان هناك العيلاميين في (الأحواز العربية وإيران حاليا). وبحلول القرن الخامس عشر قبل الميلاد هاجرت قبيلتان رئيسيتان من الآريين من نهر الفولجا شمال بحر قزوين واستقرا في إيران وكانت القبيلتان هما الفارسيين والميديون. أسس الميديون الذين استقروا في الشمال الغربي مملكة ميديا. وعاشت الأخرى في الجنوب في منطقة أطلق عليها الإغريق فيما بعد اسم بارسيس ومنها اشتق اسم فارس. غير أن الميديون والفرس أطلقوا على بلادهم الجديدة اسم إيران التي تعني «أرض الآريين».

#### مصر الفرعونية
حضارة قديمة في الشمال الشرقي لأفريقيا وقد تركزت حضارة القدماء المصريين على ضفاف نهر النيل الذي ينبع من رافدين أساسيان النيل الابيض من بحيرة فيكتوريا والنيل الأزرق من بحيرة تانا بأثيوبيا.

#### السومريون (3200-2340 ق.م.)
استوطن السومريون جنوب بلاد الرافدين وبنوا مدن رئيسية كأور ونيبور والوركاء ولارسا وكيش وايسن التي أصبحت ممالك مستقلة وفي هذه المدن كانت بدايات التخطيط للسيطرة على الفيضانات، وإنشاء السدود وحفر القنوات والجداول. فبنوا في هذا السهل شبكة قنوات معجزة من معجزات الري. نمت الدولة وتطورت في الفنون والعمارة والعلوم والثقافة وشيّدوا أول مدارس في التاريخ. وفي حدود سنة 3200 ق.م. ابتكر السومريون الكتابة المسمارية على الألواح الطينية ونشروها في عدة بلدان.
الديانة وثنية متعددة وكانت كل مدينة لها آلهتها ومعابدها الخاصة ودائما ما يصورون الآلهة على شكل إنسان أكبر حجماً وأكثر قوة وذكاء وقدرة وتتميز عن البشر بالخلود.
لم يكن للسومريين وحدة إقليمية بل كانت كل مدينة مستقلة تسعى كل منها لبسط نفوذها على المدن الأخرى حتى القرن الخامس والعشرين قبل الميلاد قامت الإمبراطورية السومرية بقيادة لوجلالمند ملك مدينة أداب سنة 2525 ق.م. وكانت تمتد من جبال طوروس حتى جبال زاغروس ومن الخليج العربي حتى البحر الأبيض المتوسط. واستمرت لمدة 25 عام بعدها دخلت سومر فترة اضطرابات داخلية حتى اجتاحها الملك سرجون الأكدي في القرن الثالث والعشرين قبل الميلاد.

#### عصر الأسر المصرية المبكرة (3150- 2686 ق.م.)
يضم الأسرتين اللتين يبدأ بهما التاريخ المدوّن لمصر الأسرة المصرية الأولى والأسرة المصرية الثانية. بدأت هذه الفترة مع توحيد الملك مينا مصر العليا ومصر السفلى حيث كانت ثينيس أول العواصم المصرية بالإضافة للعاصمة الشمالية التي يُنسب إنشائها للملك مينا والتي سُمّيت منف.

#### المملكة المصرية القديمة (2686-2181 ق.م.)
بدأت بالأسرة المصرية الثالثة سنة 2686 ق.م. التي أسسها الملك زوسر الذي بني أول هرم في مصر والعالم هرم زوسر المدرج في سقاره ليبدأ عصر الدولة القديمة أو عصر بناء الأهرامات حيث تطورت الحضارة المصرية مع وجود حكومة مركزية فشهدت الدولة نهضة شاملة في شتى نواحي الحياة وتوصـّل المصريـون إلى الكتابة الهيروغليفية واهتموا بتأمين حدود البلاد ونشطت حركة التجارة بين مصر وكل من الشام والسودان ومع تطور الزراعة والصناعة استخدم المصريون أول أسطول نهري بري للنقل واصبحت الملاحة البحرية حرفة منظمة كغيرها من الحرف الراسخة التي اشتهرت بها مصر القديمة،
الأسرة المصرية الرابعة سنه 2625 ق.م. أسسها الملك سنفرو صاحب أول مقبرة على شكل هرمي. وخلفه ابنه خوفو صاحب أكبر بناء هرمي الهرم الأكبر وخلفه إبنه خفرع صاحب الهرم الثاني وتمثال أبو الهول وخلفه إبنه منقرع صاحب الهرم الثالث من أهرامات الجيزة وبعد وفاته خلفه إبنه شبسس كاف آخر ملوك الأسرة الرابعة والذي خرج عن سنة أسلافه في بناء الأهرامات العظيمة وبنى بدلا من ذلك مقبرة في جنوب سقارة تعرف الآن باسم مصطبة فرعون.
الأسرة المصرية الخامسة 2510 ق.م. أسسها الملك أوسركاف وفي عهده ترجع بداية العلاقات التجارية مع بلاد اليونان وبعد وفاته خلفه بعض الملوك غير المشهورين الذين لم يعُثر لهم على كثير من الآثار حتي الملك أوناس آخر ملوك الأسرة الخامسة.
الأسرة المصرية السادسة 2460 ق.م. أسسها الملك تتي الذي تزوج الأميرة إيبوت الأولى بنت الملك أوناس والذي ارتبط بعباده الإله حتحور. قتل الملك تتي وخلفه الملك أوسر كا رع فأعاد عبادة الإله رع وخلفه بيبي الأول ابن الملك تتي الذي امتد حكمه خمسين سنة وبعد وفاته خلفه إبنه مرن رع الأول الذي تولّى الحكم صغيرا ومات شابا وبعد وفاته تولى نفر كا رع الذي اشتهر باسم بيبي الثاني وارتقى العرش في حوالي السادسة من عمره وعاش حتى بلغ المائة أي أنه قد حكم لحوالي أربع وتسعين عاما وهي أطول فترة حكم في تاريخ مصر وفي أثناء فترة حكمه ازداد نفوذ حكام الأقاليم وبعد وفاته خلفه إبنه مرن رع الثاني والذي لم تتجاوز مدة حكمه عاما واحدا وخلفه نت جر كا رع آخر ملوك الأسرة السادسة والتي انتهى بحكمها عصر الدولة القديمة ودخلت مصر عصر الإضمحلال الأول سنة 2181 ق.م.
شهد انهيار السلطة الملكية المركزية. واجتاحها البدو والأجانب وقد استغرقت تلك الفترة حوالي مائة وخمسين سنة انقسمت مصر إلى ثلاثة أقسام حيث حكم الآسيويين في مصر السفلى وفي مصر الوسطى ظهر بيت جديد للحكم في إهناسيا حيث أسس الملك خيتي الأول الأسرة المصرية التاسعة وبعدها اسس الملك خيتي الثاني الأسرة المصرية العاشرة واتخذوا هيركليوبوليس (إهناسيا) عاصمه لهم وفي مصر العليا ظهرت قوة حكام طيبة الذين استطاعوا أخيرا القضاء على البيت الإهناسي ثم تمكنوا من إخضاع مصر كلها بعد ذلك.

#### الإمبراطورية الأكدية (2340-2159 ق.م.)
الأكديون هم من أقدم الشعوب السامية التي استقرت في بلاد الرافدين في حدود الألف الرابعة قبل الميلاد، وفدوا على شكل قبائل عاش الأكديون مع السومريين حتى آلت إليــهم السلطــة بقيادة زعيمهم الملك سرجون الأكدي الذي ارتقى في خدمة الملك لوكال زكيري ملك كيش حتى استولى أخيرا على العرش سنة 2340 ق.م. وجمع حوله جيشاً أخضع به المدن السومرية الأخرى وفرض سيادته على جميع مدنها ووحّد منطقة الهلال الخصيب وبسط نفوذه على بلاد بابل وشمال بلاد الرافدين وعيلام وسوريا وأجزاء من الأناضول وامتد إلى الخليج العربي حتى دانت له كل المنطقة. وبذلك أسس أول إمبراطورية معروفة في التاريخ عاصمتها أكد.
حكم سرجون 56 سنة جلب خلالها الرخاء للشعب واستتب الأمان في كل مكان ونشر المعارف والعلوم والفنون والكتابة. وقد وجدت ألواح من الطين مكتوبة بالخط المسماري وباللغة الأكدية في كثير من المستعمرات البعيدة في الأناضول وعيلام. خلف الملك سرجون الأكدي ابنه ريموش سنة 2284 ق.م. وفي عهده ثارت المدن السومرية عليه واستقلت بعضها عن السيادة الأكدية. بعد وفاته خلفه أخيه مانيشتوشو سنة 2276 ق.م. وبعد وفاته خلفه إبنه نارام سين سنة 2260 ق.م. الذي استطاع إعادة فتح الأقطار التي كانت تحت حكم جده سرجون وإخضاعها ثانية وأضاف إليها مقاطعات جبلية كمنطقة اللولوبيون في جبال زاغروس وأخضع العيلاميين وقد خلّد الملك نارام سين فتوحاته هذه في مسلّة كبيرة من الحجر تمثله على رأس جيشه في منطقة جبلية وقام الملك نارام سين بأعمال عمرانية واسعة ونظّم الحياة الاجتماعية في البلاد وسار على القوانين الموحدة التي نشرها جده سرجون وجعل اللغة الأكدية لغة رسمية في البلاد. وبعد وفاته خلفه إبنه شار كالي شاري سنة 2223 ق.م. الذي بذل كل ما في وسعه للمحافظة على الإمبراطورية الواسعة حيث اشتدت هجمات الجوتيون سكان الجبال الشرقية كما كان السومريين يتحينون الفرص في الداخل للإستقلال بمدنهم القديمة. وبعد وفاة الملك شار كالي شاري سنة 2198 ق.م. توالى على الحكم بعده ستة من الملوك الضعاف في خلال حكمهم استقلت بعض المدن السومرية وأخيرا زحف الجوتيون من المناطق الجبلية فغزت بلاد أكد وسومر وخربت المدن فعم الخوف أذعر في البلاد وكان في ذلك نهاية الإمبراطورية الأكدية عام 2159 ق.م. بعد أن حكمت زُهاء القرنين.

#### سلالة أور الثالثة (2111-2006 ق.م.)
أسرة سومرية أسست في مدينة أور حيث استطاع الملك أور نمو هزيمة الجوتيون واستعاده حكم سومر سنة 2111 ق.م. اشتهرت هذه السلالة بتعمير البلاد وإعادة اللغة السومرية بعد أن نافستها اللغة الأكدية وتقديم الآلهة السومرية القديمة على غيرها من الآلهة وإقامة الشعائر الدينية السومرية القديمة. وقد تقدمت الحضارة في هذا العهد تقدماً محسوساً وانتشرت المعارف بمختلف نواحيها من علوم وآداب وفنون، وأصبحت أور قبلة الشرق القديم. خلف الملك أور نمو ابنه الملك شولجي سنه 2092 ق.م فكان عهده زاخرا بالأعمال العمرانية ولا سيّما تشييد المعابد إضافة إلى الأعمال العسكرية بإخضاعه الأقاليم التي تمردت ضده بعد وفاة أبيه. وبعد وفاته سنه 2045 ق.م. خلفه ابنه الملك أمار سين وفي عهده استمر النشاط العمراني في المدن السومرية والأكديه كما قام ببعض الحملات العسكرية لفرض السيطرة على الأقاليم التابعة لنفوذ إمبراطورية أور. وخلفه ابنه الملك شو سين سنة 2036 ق.م. الذي بدأ في السنة الرابعة من حكمه هجمات الأموريون القادمين من سوريا فبنى سورا دفاعيا ضخما أسماه سور أمورو ساعد على حماية سومر ولو لفترة قصيرة حتى تولّى الحكم من بعده إبنه الملك إبي سين سنه 2027 ق.م. آخر ملوك سلالة أور وفي عهده مرت بلاد سومر بوضع اقتصادي صعب حيث ارتفعت نسبة الملوحة في الأراضي الزرعية وقل إنتاجها وكان لسعة الإمبراطورية السومرية الأثر الكبير في عدم القدرة على إدارتها إقتصاديا وسياسيا فشكّلت هجمات العلاميين من الشرق والأموريون من الغرب نهاية سلالة أور الثالثة سنة 2006 ق.م.

#### العلاميين (2700-539 ق.م.)
في الألفية الثالثة قبل الميلاد ظهر على الساحة حضارة «أون تاش» في إقليم خوزستان غرب إيران بمحاذاة جبال زاغروس شرق بلاد سومر كانت عاصمتهم «إوان» حتى انتقلت إلى مدينة سوسة. كانت هذه الدولة تتكون من عشرة عشائر وكل عشيرة كانت لها أمير وكل هذه الأمراء متوحدة في ظل الملك أون تاش. قاموا ببناء حصن أو قلعة سُمّيت باسم مؤسسهم ملك أون تاش وكثرت غاراتهم على مدن سومر أطلق عليهم اسم إيلام والتي تعني المرعب أو المرهب باللغة السومرية. أما ثقافة الإيلاميين فكانت متأثرة بالثقافة السومرية ومنها استخدامهم للخط المسماري فضلاً عن التأثير في المعتقدات الدينية والعادات والتقاليد الاجتماعية بالإضافة إلى بعض الخصوصيات اللتي تخص المجتمع العيلامي فكانت لهم آلهة بأسماء مختلفة عن آلهة سومر. وكانت اللغة العيلامية هي السائدة. وفي نهايه سلالة أور الثالثة استولى العيلاميون على أهم مدن سومر كإيزين وسيركا وأور وأسروا حاكمها وسيطروا بشكل كامل مكوّنين حضارة امتدت حتى جاء حمورابي ملك بابل وتغلّب علي العيلاميين عام 1763 ق.م. وأصبح الحاكم الوحيد لبلاد سومر وأكد بعدما ضمهما لبابل لتظهر الحضارة البابلية.

#### المملكة المصرية الوسطى (2050-1710 ق.م.)
بدأت بالأسرة المصرية الحادية عشرة 2050 ق.م. أسسها الملك منتوحوتب الثاني أمير طيبة الذي استطاع أن يعيد توحيد البلاد ويؤسس الأسرة الحادية عشرة وعاصمتها طيبة وكان هذا إيذانا ببدء عصر من أزهى عصور مصر هو عصر الدولة الوسطى وكان من أبرز مظهرها استغلال المناجم والمحاجر مما أدى إلى تقدم الصناعة والفنون والعمارة. وإقامة السدود وقنوات الري للزراعة. ربط البحر الأحمر والبحر المتوسط عن طريق قناه تربط البحر الاحمر بنهر النيل.
اهتم ملوك الدولة الوسطى بتقوية الجيش وتأمين الحدود فأقاموا الأسوار وبنوا القِلاع.
دام حكم الملك منتوحتب الثاني 51 عام وخلفه ابنه منتوحتب الثالث الذي دام حكمه 12 عام وبعد وفاته خلفه إبنه منتوحتب الرابع الذي أطاح به الوزير أمنمحات الأول مؤسسا الأسرة المصرية الثانية عشر 1991 ق.م. وازدهرت مصر في عهده واستطاع تأمين البلاد من غارات الليبين والآسيويين ونقل العاصمة من طيبة إلى «أيثت تاوي» (الفيوم) اغتيل الملك أمنمحات الأول بعد حكم دام 30 عام وخلفه ابنه سنوسرت الأول الذي واصل سياسة أبيه في بسط النفوذ المصري على النوبة ومات بعد حكم دام 45 عام ليخلفه ابنه أمنمحات الثاني الذي تميز عهده بالسلم وازدهار التجارة مع الشرق الأدنى وبعد وفاته خلفه إبنه سنوسرت الثاني الذي شهد عهده بداية واحد من أكبر المشروعات الإقتصادية في مصر القديمة وهو إستصلاح أراضي منطقة الفيوم بتحويل رافد من روافد النيل إليها وبعد وفاته خلفه إبنه سنوسرت الثالث الذي يُعد واحدا من أعظم ملوك مصر القديمة الذي تمكّن من ضم النوبة إلى مصر بشكل نهائي ودام حكمه 35 عاما وخلفه ابنه أمنمحات الثالث الذي دام حكمه خمسة وأربعين عاما وفي العام الأخير من حكمه أشرك معه إبنه أمنمحات الرابع في إدارة شئون البلاد والذي حكم لحوالي عشر سنوات وتوفي ولم يكن له أولاد فتولّت الحكم بعده زوجته سبك نفرو وفي عهدها الذي لم يتجاوز الثلاث سنوات اضطربت أحوال البلاد وبنهاية حكمها ينتهي عهد الأسرة الثانية عشرة والذي ينتهي بها عصر الدولة الوسطى لتدخل مصر عصر الإضمحلال الثاني. الذي بدأ بالأسرة المصرية الثالثة عشر 1785 ق.م أسسها سوبك حوتب الأول في منف بعد وفاه الملكة سوبك نفرو دون وريث. وتبعه ملوك ضعاف. استغل أمراء سخا فرصة ضعف الدولة واستقلوا بإقليمهم متخذين سخا عاصمة لهم مؤسسين الأسرة المصرية الرابعة عشر في نهايه حكم الأسرتين الثالثة عشر والرابعة عشر سنه 1675 ق.م. غزا الهكسوس مصر فسيطروا على مصر السفلى واتخذوا من أواريس بشرق الدلتا عاصمة للبلاد وشكل ملوكهم الأسرة المصرية الخامسة عشر والأسرة المصرية السادسة عشر ودام حكمهم حوالي مائة عام. إنقسمت مصر حينها إلى ثلاثة ممالك رئيسية هي مملكة الهكسوس التي كانت تسيطر على مصر السفلى ومملكة طيبة التي ظهرت في مصر العليا وشكّلت الأسرة المصرية السابعة عشر ومملكة النوبة التي كان يحكمها أمير نوبي وكان حليفا للهكسوس.
بدأ النزاع بين الهكسوس وملك طيبة سقنن رع الذي قُتل في أحد معاركها وخلفه ابنه كامس الذي انتصر على الهكسوس في بعض المعارك حتى قُتل فواصل أخيه أحمس الأول قتال الهكسوس حتى أجلاهم عن مصر تماما.

#### الأموريون
شعوب سامية بدأت منذ نهاية الألف الثالث قبل الميلاد بالانتشار في حواضر بلاد ما بين النهرين وبلاد الشام على شكل موجات من مناطق البادية العربية واستمر تسرّبهم في عصر سلالة أور الثالثة إلى مناطق بلاد الرافدين الداخلية على شكل هجرات متتالية، وصاروا يهددون وحدة مملكة أور وحضارتها. مما دفع الملك شولجي ثاني ملوك سلاله أور لإنشاء سور مارتو.
ضعفت مملكة أور في عهد ملكها الأخير إبي سين فانفصل الملك الاموري إشبي إيرا عن سلطة الحكم المركزي في أور سنة 2017 ق.م. وبعد اجتياح العيلاميين لمملكه أور سنة 2006 ق.م. استطاع التغلب على العيلاميين وطردهم من أور وضمها لمناطق حكمه وتمكّن من تأسيس سلالة حاكمة في إيسن تناوب على الحكم فيها ستة عشر ملكا وقد دام حكمهم مدة زمنية تجاوزت القرنين من الزمن وتمكن الملوك الأربعة الأوائل من توسيع نفوذ هذه المملكة حتى غدت القوة المسيطرة على الجزء الأوسط والجنوبي من العراق القديم .
بداية لنهاية حكم سلالة إيسن الأولى حوالي عام 1794 ق.م في عهد ملكها الأخير دامق إيليشو الذي لم تجد فطنته في الحكم نفعاً في معالجة الوضع المتردي لهذه السلالة.
استطاع القائد الآموري نابلانوم تأسيس دويلة في مدينة لارسا نحو 2025 ق.م وقد نشأ صراع بين الدويلتين انتهى بعد أكثر من قرنين حيث تمكّن ملك لارسا ريم سين الأول من القضاء على حكم سلالة إيسن. ثم خضعت مدينه لارسا للحكم البابلي سنة 1762 ق.م.
ويمكن عدّ السلالة البابلية الأولى ضمن عصر السيادة الأمورية في الهلال الخصيب. وقد اتسم هذا العصر بنشوء دويلات أو ممالك أمورية عدّة متفاوتة في القوة والنفوذ. وأشهرها مملكة إشنونة والإمبراطورية الآشورية القديمة بدءاً من سيطره الملك الأموري شمشي أدد الأول على الحكم سنه 1815 ق.م، وحتى خضوعها للملكه البابلية بقيادة حمورابي سنه 1760 ق.م. والممالك السورية ومنها مملكة ماري التي حكمها أسرة أموريه بدءاً من 1950 ق.م. حتى سقوطها على يد الملك البابلي حمورابي سنة 1755 ق.م. ومملكه يمحاض (حلب) التي أسسها الملك الأموري سومو-إبو سنة 1810 ق.م. وحكمت الشطر الشمالي من سوريا خلال القرنين السابع والثامن عشر قبل الميلاد. حتى خضعت لمملكة ميتاني سنه 1460 ق.م.
ويرجح أن عدداً من القبائل الأمورية كانت تؤلف جزءاً من مجموعة القبائل الآسيوية التي احتلت مصر لمدة قرن نحو 1674 ق.م. وقد عرفت تلك القبائل باسم الهكسوس.

#### الإمبراطورية الآشورية القديمة (2012-1792 ق.م.)
أشور أول دولة قامت في شمال بلاد ما بين النهرين، وتوسعت في الألفية الثانية قبل الميلاد وامتدت شمالا لمدن نينوى نمرود وخورسباد كان ظهور الارتباط السياسي بالنسبة للآشوريين قد وضح في الخضوع لسيطرة سلالة أور الثالثة والتي ما إن بدأ سلطانها بالزوال، حتى تطلع الملك سوليلي لإعلان الاستقلال والعمل على تأسيس الحكم الآشوري خلال العام 2012 ق.م، ليبدأ التحرك نحو مناطق الحوض الجنوبي من وادي الرافدين .
سبق الملك سوليلي 26 ملكاً على آشور، 16 منهم كانوا يعيشون حياة البدو يسكنون الخيام وعرفوا باسم ملوك الخيام آخرهم الملك أوشبيا الذي قام بتأسيس معبد آشور، حيث أنهى بذلك حياة البدو الرحل للقبائل الآشورية، خلف الملك أوشبيا عشرة ملوك باسم ملوك الأسلاف خلال حوالي 200 سنة حتى جاء الملك سوليلي وبعد وفاته خلفه ابنه الملك كيكيا سنة 2000 ق.م. الذي بنى أسوار مدينة آشور وخلفه ابنه الملك شالم أخي سنة 1983 ق.م. الذي نشأت في عهده الحركة التجارية الآشورية مع بلاد الأناضول حيث كانت تستورد منها المنسوجات والقصدير وتصدر الفضة والملك إيلو شوما سنه 1962 ق.م. الذي قام بغزو بلاد بابل في عهد سلالة إيسن وخلفه ابنه إيريشوم الأول سنه 1941 ق.م. وخلفه ابنه إكونوم سنة 1920 ق.م. وخلفه ابنه سرجون الأول وخلفه ابنه بوزور آشور الثاني وآخر ملوك آشور إيريشوم الثاني سنه 1815 ق.م. الذي أطاح به الملك الأموري شمشي أدد الأول وتولّى الحكم سنة 1814 ق.م. واستطاع تكوين مملكة واسعة بعد توحيد سلطته في بلاد آشور حيث شملت منطقة الفرات الأوسط ومركزها مدينة ماري وكان يعاصر ملك بابل حمورابي وخلفه في الحكم ابنه إشمي داغان الأول الذي انتهى في عهده استقلال بلاد آشور حيث تمكّن الملك حمورابي من ضم بلاد آشور سنه 1760 ق.م. لتعود آشور تابعا لبابل زهاء القرنين حتى بداية العصر الآشوري الوسيط .

#### السلالة البابلية الأولى (1894-1531 ق.م.)
سلالة أمورية عدد ملوكها إحدى عشر ملكا حكموا بابل أكثر من ثلاثة قرون وقد بلغت الحضارة في هذه الفترة أوج ذروتها وازدهارها وعمّت اللغة الأكدية بلهجتها البابلية تكلما وكتابة في ذلك الحين بلاد الشرق الأدنى قاطبة وارتقت العلوم والمعارف والفنون واتسعت التجارة اتساعا لا مثيل له في تاريخ هذه المنطقة وكانت الإدارة المركزية تحكم البلاد بقانون موحد سنة حمورابي لجميع شعوب هذه البلاد.
أسس هذه السلالة الأمورية الملك «سمو آبوم» سنه 1894 ق.م. في بابل . بعد سقوط سلالة أور الثالثة وانسحاب العيلاميين من البلاد تألفت عدة دويلات في مدن مختلفة إحداها في إيسن والأخرى في لارسا والثالثة في بابل استمر النزاع بين هذه الدويلات نحو قرن حتى انتهى بانتصار بابل في زمن ملكها السادس حمورابي الذي تولّى الحكم سنه 1792 ق.م. واستطاع فتح مدينة إيسن وضمها إلى ملكة سنة 1785 ق.م. فصار جنوب بلاد الرافدين كله تحت ملكه.
ضم حمورابي أولا المدن المجاورة لبابل وضمها إلى حكمه دون عناء كبير لانحياز الآموريين الذين شكلوا أكثرية سكان هذه المدن . ثم أخذ يخضع المدن السومرية ويحصنها كما قام بإصلاحات داخلية كثيرة اجتذبت إليه قلوب الناس فالتفوا حوله وكوّن منهم جيشا قويا حارب بها العلاميين ومملكة لارسا حروباً طاحنة انتهت بهزيمة مملكة لارسا وفرار ملكها ريم سين الأول إلى عيلام فأخضع حمورابي لارسا وأخضع العيلاميين سنة 1762 ق.م. ثم اتجه إلى الشمال وأخضع الإمبراطورية الآشورية القديمة وملكها إشمي داغان الأول سنة 1760 ق.م. ثم التفت إلى مملكة ماري على الفرات الأعلى فانتصر على آخر ملوكها زميري ليم ليقضي نهائيا على مملكه ماري سنة 1755 ق.م ثم تقدم شمالا على الفرات وافتتح المدن القريبة في غرب الهلال الخصيب.
ومن أهم أعمال الملك حمورابي التي نالت شهرة عالمية وخلّدت إسمه على مدى الدهر هو تقنينه القوانين وسنها في شريعة واحدة دونها على مسلة كبيرة من حجر الديوريت الأسود وما من شك في أن حمورابي جمع قوانينه من مصادر قديمة كانت مدونة على ألواح من الفخار جمعها بدقة ونظمها وجعلها ملائمة للعصر الذي عاش فيه وحمل الناس جميعا على أتباعها . وبعد وفاة الملك حمورابي خلفه ابنه سمسو إيلونا سنة 1749 ق.م. الذي اهتم بحفر الأقنية والترع وصد إحدى غزوات الكشيين ثم خلفه ابنه آبي إيشوه سنة 1711 ق.م. الذي قمع عدة فتن من أمراء بعض المدن الجنوبية . وبعده خلفه إبنه أمي ديتانا سنه 1684 ق.م. الذي قمع عدة فتن من أمراء بعض المدن الجنوبية وخلفه إبنه أمي صادوقا سنه	1646 ق.م. الذي شيّد سوراً في الجنوب ليحمي بلاد بابل من الغزو الجنوبي وخلفه ابنه سامسو ديتانا سنه 1625 ق.م. آخر ملوك السلالة وفي عهده هجم الحيثيون بقيادة ملكهم مورشيلي الأول على بلاد بابل فخربوها وقفلوا راجعين إلى جبال طوروس محملين بالغنائم والكنوز لينهي حكم السلالة البابلية الأولى في عام 1595 ق.م.

#### الإمبراطورية الحيثية القديمة (1800-1550 ق.م.)
الحيثيون شعب هندو-أوروبي سكنوا بآسيا الصغرى الأناضول شمال بلاد الشام منذ الألفية الرابعة قبل الميلاد في نفس الفترة التي سكن جيرانهم السومريون بلاد الرافدين. وكانوا يسمون باسم بلاد خاطى أو حاطى وشملت مملكتهم الأناضول وجزء كبيرا من شمال غرب الهلال الخصيب . كان المجتمع الحيثي إقطاعياً وزراعياً في الجوهر لكون أرض الأناضول خصبة الديانة وثنية متعددة الآلهة وشملت أيضا آلهة من الأناضول وسوريا وحرّان . في البداية كانت دولة صغيرة ازدهر الحيثيون توسعوا وأسسوا دولة قوية عاصمتها خاتوشا في عهد الملك «هاتوسيلي» الذي استطاع توسيع مملكته حتى اصطدم بالحوريين في حلب فتراجع بعد إصابته واختار حفيده الملك «مورشيلي الأول» ليخلفه في الحكم الذي استطاع الانتقام من الحوريون وهزيمتهم هزيمة منكرة واتجه نحو بابل اللتي تمكن من تدميرها ونهبها عام 1595 ق.م. لينهي حكم السلالة البابلية الأولى إلّا أنه تعرض لمؤامره واغتيل على يد الملك «هانتيلي» الذي خلفه في الحكم سنة 1595 ق.م. وفي عهده تدهور حال البلاد حتى اغتاله الملك «ذيداتنا» وخلفه في الحكم سنة 1565 ق.م. الذي حقق استقرار نسبي في المملكة خلال حكمه الذي استمر عشر سنوات إلّا أنه لم يستمر طويلا وبدأت المملكة بالتفكك والسقوط بسبب ازدياد المناطق الثائرة على الحكم.

#### الكاشيون (1580-1157 ق.م.)
نزحوا من الجبال الشمالية من منطقة لورستان (شمال غرب إيران الحالية). تمكن الملك «آكوم الثاني» في نحو عام 1580ق م. من النزول من خلوان في إيران الحالية إلى وسط وجنوب بلاد الرافدين واحتل مدينة بابل بعد تراجع الحثيين عنها وأسس فيها سلالة كاشيه ورثت جميع ممتلكات الدولة البابلية القديمة، ولقّب نفسه ملك أكد وبابل إضافة إلى ألقاب أخرى كثيرة. وحكم 36 ملك من هذه السلالة زهاء 576 سنة إلا أن حكمهم في جنوب العراق دام حوالي 400 سنة فقط. وقد امتد الحكم الكاشي ليس فقط لبابل بل شاملا أيضا جزر الخليج العربي وخصوصا جزر البحرين وجزيرة فيلكا الكويتية، حيث عثر على مستوطنات بها فخاريات وقبور تعود للحقبه الكاشية. وفي عهد الملك «انليل نادون أخي» آخر الملوك الكاشيين ضعفت المملكة الكاشية كثيرا، فهجم القائد العيلامي «شوترك ناخنتي» على بلاد بابل عام 1157 ق.م. وفتح المدن وخربها وقضى على آخر ملوك الكاشيين. ونقل العيلاميون من بابل والمدن الأخرى غنائم لا تحصى وأسلابا كثيرة من تماثيل الآلهة والمسلات وكنوز المعابد.

#### المملكة المصرية الحديثة (1580-1077 ق.م)
بدأت بالأسرة المصرية الثامنة عشر سنة 1580 ق.م. أسسها الملك أحمس الأول الذي استطاع القضاء على الهكسوس وطردهم خارج حدود مصر الشرقية وبدأت مصر عهداً جديداً هو عهد الدولة الحديثة وأدركت مصر أهمية القوة العسكرية لحماية البلاد، فتم إنشاء جيش قوى لتكوين إمبراطورية عظيمة امتدت من نهر الفرات شرقاً إلى الشلال الرابع على نهر النيل جنوباً· بعد وفاة الملك أحمس الأول سنة 1525 ق.م. خلفه إبنه من زوجته أحمس-نفرتاري أمنحتب الأول الذي قام بالدفاع عن حدود مصر الغربية وقضى على التمرد في النوبة وبعد تأمين حدود البلاد اهتم بشؤن البلاد فأصدر قانونا بمنع السخرة ووضع المعايير العادلة للأجور والحوافز وتوفي سنه 1504 ق.م. وخلفه تحتمس الأول المحارب الذي وسع الحدود المصرية شمالا وجنوبا ونشر التعليم وتوسّع في فتح المناجـم وصناعـة التعديـن توفي سنه 1493 ق.م. فخلفه إبنه تحتمس الثاني الذي تزوج من أخته غير الشقيقه حتشبسوت اللتي حكمت بعد وفاه زوجها سنة 1479 ق.م. واتسم حكمها بالسلام والرفاهية واذدهار التجارة مع بلاد بونت اللتي سجّلت على جدران معبدها الشهير الدير البحري وتوفت عام 1457 ق.م. وخلفها ابن زوجها تحتمس الثالث الإمبراطور صاحب العبقرية العسكرية الفذة وأول فاتح عظيم في تاريخ العالم وقائد معركة مجدو توفي تحتمس الثالث سنة 1425 ق.م. فتولى بعده إبنه أمنحتب الثاني الذي مات عام 1401 ق.م. فتولّى بعده إبنه تحتمس الرابع الدبلوماسي أول من اهتم بتدوين وتسجيل المعاهدات الدولية وتولّى بعده إبنه أمنحتب الثالث سنه 1391 ق.م. الذي فتح المدارس «بيوت الحياة» لنشر التعليم والفنون التشكيلية والتطبيقية. وخلفه إبنه أمنحتب الرابع سنة 1353 ق.م أول من نادى بتوحيد الآلهة الفرعونية ورمز لها بقرص الشمس أتون وسمّى نفسه أخناتون وانتقل من طيبة إلى العاصمة الجديدة أخيتاتون انشغل أخناتون وزوجته الملكة نفرتيتي بفلسفته وعبادته الجديدة عن إدارة إمبراطوريته الممتدة حتى انفصل الجزء الآسيوي. وتوفي سنة 1336 ق.م. فخلفه إبنه سمنخ كا رع الذي توفي بعد عامين فتولّى الحكم أخيه توت عنخ آمون في سن التاسعة الذي عاد إلى عبادة الإله أمون كما عادت طيبة عاصمة البلاد وتوفي سنة 1325 ق.م. فتولّى بعده وزيره الأول الكاهن آي لمدة ثلاث سنوات ثم تولّى بعده الوزير الثاني القائد العسكري حورمحب آخر ملوك الأسرة الثامنة عشر الذي توفي عام 1295 ق.م
فتولّى قائد الجيش رمسيس الأول الذي أسس الأسرة المصرية التاسعة عشر وتوفي بعد عامين فخلفه إبنه سيتي الأول الذي قام بتوطيد السلطة المصرية في فلسطين والشام وقاوم الحيثيون الذين حكموا آسيا الصغرى وعقد معهم معاهــــــدة عدم اعتداء. وتوفي سنة 1279 ق.م. وخلفه إبنه رمسيس الثاني الذي أسّس مدينة بر-رمسيس في دلتا النيل على أنقاض مدينة أواريس عاصمة الهكسوس واتخذها عاصمة له وقاعدة لحملاته إلى سوريا. فهزم الحيثيون في معركة قادش سنة 1274 ق.م. وعقد مع الملك الحيثي مواتالي الثاني أول معاهدة سلام في التاريخ وتوفي سنه 1213 ق.م. فخلفه إبنه مرنبتاح الذي قام بحمله على الليبييين لمساعدتهم شعوب البحر على غزو مصر من الغرب وانتصر عليهم. كما انتصر على الإسرائيليين في أرض كنعان ونقل العاصمة إلى منف وتوفي سنة 1203 ق.م. فخلفه إبنه سيتي الثاني ثم إبنه سبتاح سنة 1197 ق.م. وبعده زوجته الملكة توسرت آخر ملوك الأسرة التاسعة عشر ولم يتجاوز مدة حكمها العامين.
أسس الملك ست ناختي الأسرة المصرية العشرون
سنة 1188 ق.م. ولم يدم حكمه أكثر من ثلاث سنوات وخلفه إبنه رمسيس الثالث سنه 1186 ق.م. الذي استطاع صد خطر شعوب البحر الذين هاجموا مصر بريا عند رفح وبحريا عند مصب النيل كما استطاع صد الليبيين الذين هاجموا حدود مصر الغريبة وهزمهم عند وادي النطرون. توفي الملك رمسيس الثالث وترك عرش مصر في حالة من الضعف سنه 1155 ق.م. حيث تولّى بعد ثمانية من الملوك الضعاف من رمسيس الرابع حتى رمسيس الحادي عشر آخر حكام الأسرة العشرين الذي اتسم عهده بعدم الأمن وعدم الإستقرار السياسي والاقتصادي وتنامي سلطة كهنة آمون لتدخل مصر عصر الإضمحلال الثالث سنة 1069 ق.م.

#### الحوريون (مملكة ميتاني) (1500-1240 ق.م.)
الحوريون شعوب هندو-آريه توطنت شمال الهلال الخصيب في شرق الأناضول خلال الألف الثاني قبل الميلاد بين جيرانهم الحيثيون والأشوريون وقاموا بغزوات باتجاه الجنوب في عمق الهلال الخصيب وكذلك غرباً في عمق الأناضول وكانت بداية تحرك الحوريون من وطنهم نحو بلاد آشور في حوالي القرن الثامن عشر قبل الميلاد وقد تمكن الحوريون من قهر بلاد آشور وأسسوا عددا من الإمارات في أجزاء من آسيا الصغرى دون أن ينظموا مملكة موحدة حتى تمكّن الملك «كيرتا» من تأسيس مملكة ميتاني في شمال سوريا واتخذ واشوكاني عاصمة لها سنة 1500 ق.م. وخلف الملك «كيرتا» إبنه الملك «شوتارنا الأول» ومن بعده خلفه الملك «باراتانا» الذي ضم حلب إلى مملكة ميتاني وخلفه الملك «شاوشتاتار» سنة 1460 ق.م. الذي استغل فتره حكم الملكة المصرية حتشبسوت التي اهتمت بجنوب البلاد في أفريقيا وأهملت القسم الشمالي حتى انفصل الشام عن مصر فقام بتوسيع نفوذه في الشام حتى وصل الي فلسطين. وما إن تولّى الفرعون المصري تحتمس الثالث الحكم حتى جهز جيشا قويا لاستعاده نفوذه في الشام قاد الميتانيين تحالفا من الممالك الشامية ومنها ملك قادش ضد الجيش المصري إلّا أن النصر كان حليف المصريين الذين استعادوا سيطرتهم على مدن الشام في معركة مجدو عام 1457 ق.م. زاد نفوذ وسلطان مملكة ميتاني الأمر الذي أدّى إلى شن الملك الميتاني «شاوشتاتار» حربا على الآشوريين واحتل العاصمة آشور عام 1450 ق.م. واخضعهم لمملكة ميتاني لم يكن سهلاً على الجيش المصري التحكم في كامل غرب وشمال الهلال الخصيب رغم وضعه حاميات عسكرية في بعض المدن إلا أن ذلك لم يحد من ثورة بعض مدن الساحل الكنعاني وكذلك شهدت هذه الفترة زيادة نفوذ ميتاني في شمال الهلال الخصيب مما اضطر تحتمس الثالث لشن 16 حملة على الشام. في ذلك الوقت كانت مملكة ميتاني تواجه مخاطر الحرب على جبهتَين الحيثيون في الشمال ومصر في الجنوب. مما دفع الملك «أرتاتاما الأول» الذي خلف أبيه «شاوشتاتار» سنه 1420 ق.م. لعقد معاهدة مع فرعون مصر أمنحوتب الثاني بتقسيم الأراضي المتنازع عليها في سوريا. تحسنت العلاقات السياسية بين الحوريون والمصريين وتطورت أواصر الصداقة وبالتحديد بين الملك الميتاني «أرتاتاما الأول» والفرعون المصري تحتمس الرابع الذي تزوج ابنه «أرتاتاما الأول» خلف الملك «أرتاتاما الأول» إبنه «شوتارنا الثاني» الذي كان حليفا للفرعون المصري أمنحتب الثالث وزوجه ابنته وبلغت قوة وازدهار مملكة ميتاني أوجها في عهده وخلفه إبنه الملك «أرتاشومارا» الذي قُتل بعد فتره قصيرة ليتولى أخيه الملك «توشراتا» سنة 1382 ق.م. ونازعه الحكم أخيه «أرتاتاما الثاني». بدأ النفوذ المصري يتقلص تدريجيا في سوريا نتيجة لانشغال الفرعون المصري أمنحوتب الرابع المعروف بأخناتون بنشر ديانته التوحيدية الجديدة . بعد اغتيال الملك «توشراتا» سنه 1342 ق.م. هرب ابنه «شاتيوازا» ولجأ إلى الحيثيون طالب «أرتاتاما الثاني» بالعرش ومن بعده إبنه «شوتارنا الثالث» استغل الملك الحيثي «شوبيلوليوما» الصراع على السلطة في مملكة ميتاني فتوجه إلى عاصمة الميتانيين لاحتلالها. دامت المعارك إثني عشر عاماً حتى سقوط آخر معقل للميتانيين وتم تنصيب «شاتيوازا» ابن «توشراتا» ملك على ميتاني من قبل الحيثيون وفي نفس الوقت اغتنم الملك الآشوري آشور أوباليط الأول هذه الفرصة فهجم على الميتانين سنه 1330 ق.م. واسترجع الأراضي الآشورية التي كانوا قد استولوا عليها.
غزا الملك الآشوري أداد نيراري الأول مملكة ميتاني سنة 1300 ق.م. ودمّر عاصمتهم واشوكاني وانتقلت تبعية ميتاني لآشور . ثار الملك الميتاني «شاتوارا الثاني» على الآشوريين مما دفع الملك الآشوري شلمنصر الأول على احتلال ميتاني سنة 1240 ق.م. وضمها إلى الدولة الآشورية.
لعب الحوريون دوراً في نقل الحضارة السومرية-الأكدية التي تأثروا بها في أرجاء المشرق، وذلك من خلال حروبهم التي استخدموا بها العربات الحربية التي تجرها الخيول مع الحيثيون والآشوريون ورغم أصولهم الهندوآرية إلّا أنهم استخدموا اللغة الحورية لغة السكان المحليين . ديانة الحوريون كانت عبادة. آلهة بأسماء فيدية. سمحت طبيعة الأراضي التي حكمتها مملكة ميتاني بازدهار الزراعة وقاموا بتربية الحيوانات خاصة الخيول .

#### الإمبراطورية الحيثية الحديثه (1355- 1190 ق.م.)
بدأ تاريخها بتولي الملك «شوبيلوليوما الأول» الحكم سنه 1355 ق.م. حيث قام بالتوسع إلى الجنوب الشرقي فشملت الامبراطوريه أغلب مدن الشمال السوري وتحولت مملكة ميتاني في عهده إلى منطقة تابعة لحيثيون بعد تخلي الملك الفرعوني أمنحتب الرابع عن الميتانيبن توفي الملك «شوبيلوليوما الأول» بالطاعون الذي انتشر في أنحاء المنطقة ليخلفه ابنه «أرنواند الثاني» سنه 1320 ق.م. الذي توفي بنفس المرض تاركاً الحكم لأخيه الأصغر مورشيلي الثاني سنه 1321 ق.م. الذي نجح بتأمين حدود المملكة بشكل قوي ثم ركّز على توسيعها شيئا فشيئا. وبعد وفاته خلفه ابنه مواتالي الثاني سنة 1295 ق.م. الذي قابل الفرعون المصري رمسيس الثاني في معركة قادش عام 1274 ق.م. وانتهت المعركة باحتفاظ كل من الطرفين بنفس مكاسبه السابقة وخسائر فادحة لكلا الطرفين وخلفه ابنه «مورشيلي الثالث» سنه 1271 ق.م. الذي حكم لخمس سنوات فقط وخلفه عمه هاتوسيلي الثالث سنه 1266 ق.م. الذي وقع أول معاهدة سلام في التاريخ معاهدة قادش بين الحيثيون والمصريين في عام 1258 ق.م. وتزوج الملك الفرعوني رمسيس الثاني من أميرة حيثية بعد ذلك. وخلفه ابنه «توداليا الرابع» سنه 1236 ق.م. وفي عهده بدأت تظهر قوة الآشوريين وتتعاظُم متحديةً السيادة الحيثية في المنطقة. دارت «معركة نيهريا» في عام 1245 ق.م. بين القوتين أنتهت بأنتصار الأشوريين وبداية اضمحلال الإمبراطورية الحيثية الحديثة
الملك «شوبيلوليوما الثاني» الذي تولي الحكم سنه 1214 ق.م. كان آخر ملوك الامبراطورية الحيثية الذي انتصر في أول معركة بحرية في التاريخ عام 1210 ق.م. على شعوب البحر ولكنه كان انتصاراً وحيداً بين وابل من الهجمات المتكررة لشعوب البحر الأمر الذي أدي لتفكك الامبراطورية وانهيارها. أحرقت مدينة خاتوشا عام 1190 ق.م. ولقي الملك «شوبيلوليوما الثاني» حتفه خلال هذه الأحداث.

#### الإمبراطورية الآشورية الوسطى (1365-911 ق.م.)
شهدت بلدان الشرق الادنى القديم في هذه الفترة احداثا هامه كثيرة، ففي بلاد بابل كان الكاشيون قد سيطروا على الوضع فيها واقاموا سلالتهم الحاكمة التي استمرت حتى سنه 1157 ق.م. وكانت علاقتهم مع أشور متارجحة بين الصداقة والعداء اما في بلاد الأناضول فكانت الإمبراطورية الحيثية الحديثة. وصادف أيضا مجيء الحوريون وتاسيسهم مملكة ميتاني واحتلالهم أشور سنه 1450 ق.م. لفترة تزيد عن القرن غير ان الانقسام الداخلي الذي حدث في البلاط الميتاني أدي لضعف الدولة الميتانية وفسح المجال امام الاشوريين للانسلاخ عن النفوذ الميتاني وتاسيس سلالة وطنية حاكمة وكان ذلك في عهد الملك آشور أوباليط الأول الذي تولي الحكم سنه 1365 ق.م. حيث تمكن من تقوية الدولة الاشورية الفتية من الداخل ورفع شانها إلى درجة أصبحت فيها من القوى الرئيسة . واقام هذا الملك صداقة وود مع المملكة المصرية كما عقد معاهدة صداقة ومصاهرة مع الكاشيون. وتعاقب على عرش الاشوريين بعد ذلك عدد من الملوك الاقوياء منهم شلمنصر الأول الذي تولي الحكم سنه 1274 ق.م وقام بتأسيس مدينه النمرود لتكون عاصمه جديده للبلاد بالاضافه لسياستة العسكرية الناجحة وخلفه ابنه توكولتي نينورتا الأول سنه 1245 ق.م. الذي تمكن من السيطرة علي اراضي واسعه في الاناضول والشام وبعدها تمكن من الانتصار علي الكاشيون وإنهاء سلالتهم وضم بابل إلى حكمه، ليكون أول ملك آشوري يلقب نفسه بملك أشور وبابل . غير ان قوة الدولة الاشورية لم تستمر طويلا حيث عادت وانكمشت ثانية وتقلص نفوذها وتدهور الوضع العام فيها وظلت كذلك حتى مجيء الملك تغلث فلاسر الأول سنه 1115 ق.م وهو من أعظم ملوك آشور حيث تمكن من إعادة هيمنة آشور على الشرق الأدنى وتمكن من السيطرة على مناطق شاسعة في الأناضول وسوريا ووصل إلى سواحل البحر الأبيض المتوسط وخاض عدة حروب ضد الحيثيون والكنعانيون والآراميون ألذين برزوا كقوة في عهده وتحققت لاشور رفاهية اقتصادية اعتمدت على تجارتها الخارجية مع اسيا الصغرى وسوريا انتهت فترة الازدهار بمقتل الملك تغلث فلاسر الأول ودخول البلاد ثانيا في فترة ضعف واضمحلال استمرت حتى بدايه العصر الاشوري الحديث عام 911 ق.م. وأستغلت القبائل الآرامية هذا الضعف فزادت من غاراتها على حدود الدولة الاشورية حتي سيطرت على منطقة الفرات الأوسط التي كانت تابعة للنفوذ الاشوري واسست لها عدة دويلات صغيرة.

### انهيار العصر البرونزي
انهيار العصر البرونزي هو فترة انتقالية شهدتها منطقة بحر إيجة وبلدان الشرق الأدني في نهاية العصر البرونزي إلى بداية العصر الحديدي وهو الانتقال الذي اعتبره المؤرخون عنيفا ومفاجيء ومُدمّر ثقافيًا .
حيث انهارت حضارة بحر إيجة في القرن الثاني عشر قبل الميلاد، وبدأت فترة عصور اليونان المظلمة. ودب الضعف في اوصال المملكة المصرية الحديثة في اخر عهد الأسرة المصرية العشرون نتيجه هجمات شعوب البحر وسيطره كهنه أمون علي الحكم. وفي الأناضول انهارت الإمبراطورية الحيثية تحت وقع هجمات شعوب البحر ودخلت الإمبراطورية الآشورية في فتره ضعف وأضمحلال وبدء ظهور الدويلات السور-حيثية في قيليقية وسوريا والممالك الآرامية في بلاد الشام. وانقطاع طرق التجارة البحرية لانتشار قرصنة شعوب البحر التي لم تستطع الممالك الهشة مواجهتها.

### العصر الحديدي
المرحلة التي تلي العصر البرونزي وفيها أصبح استعمال الحديد دارجا في صناعة الأدوات الزراعية والحربيه. بدأت صناعة الحديد في بلاد الأناضول في الألف الثاني قبل الميلاد في أوج العصر البرونزي. وانتشرت هذه التقنية تدريجيا اعتبارا من القرن الثاني عشر قبل الميلاد في بلاد الشرق الادني ويعزو البعض تفوق الحيثيون وشعوب البحر على معاصريهم من المصريين وبلاد ما بين النهرين لأمتلاكهم أسلحة حديديه.
العصر الحديدي لبلاد الأناضول هو المرحلة التي شهدت غزوات الفريجيين بعد سقوط الإمبراطورية الحيثية علي يد شعوب البحر. وفي مصر بدايه عصر الأضمحلال الثالث بعد نهايه عصر المملكة المصرية الحديثة وفي إيران عصر الميديون والفرس.

#### الآراميون
شعب سامي استوطن وسط وشمال سوريا استطاع الآراميين ما بين القرنين الثاني عشر والثامن قبل الميلاد تآسيس دويلات عديدة سيطرت على بلاد واسعة في الجزيرة الفراتية في سوريا بين دجلة والفرات وأن تؤسس مجموعات زراعية مستقرة وقد أُطلق اسم الآراميين على البلاد التي سكنوها، فدُعيت باسم بلاد آرام.
ازداد النفوذ الآرامي في اتجاهات عديدة حيث أسس الآراميون ممالك عديدة منها مملكة بيت عديني جنوب كركميش ومملكة «بيت أجوشي» في منطقة حلب وفي سهل البقاع وغرب دمشق قامت مملكة «صوبا» ومع بدايه الألف الأول قبل الميلاد انتقل مركز الثقل إِلى دمشق التي أضحت أهم موقع سياسي في سوريا.

#### مملكه آرام دمشق (965 - 732 ق.م.)
وريثة مملكة صوبا الآرامية التي شملت البقاع وجبال لبنان الشرقية وغوطة دمشق وحوران أول ملوكها «رزون بن إيل» الذي كان قائداً في جيش مملكة صوبا التي هُزمت على يد الملك داود (النبي) فانتهز «روزن بن إيل» الفرصة وأعلن نفسه ملكاً على آرام دمشق سنه 965 ق.م. وأول عمل قام به هو التوجه لمحاربة الملك سليمان بن داود لرد اعتبار الآراميين، فانتصر عليه وحرر دمشق. توفي الملك «روزن» سنه 925 ق.م. وخلفه ملكان ضعيفان حتي جاء الملك «برهدد الأول» سنه 880 ق.م. الذي وسع سلطانه على الممالك الآرامية شرقاً إلى حماة وحلب وحتى غرب الفرات، وفرض نفوذه على يهوذا وإسرائيل غرباً. وخلفه ابنه الملك «برهدد الثاني» سنه 865 ق.م. الذي جمع شمل الآراميين وحارب ملك إسرائيل الشمالية عام 857 ق.م. لكنه انهزم فعقد معاهدة لم تستمر الا ثلاث سنوات بعدها تحالف ملك إسرائيل الشمالية مع ملك يهوذا وهجم على الآراميين واسترد الأراضي التي احتلها «برهدد الأول» حاول الملك الاشوري شلمنصر الثالث غزو آرام دمشق لكنه لم يستطع الوصول بسبب تحالف الممالك الآرامية الصغيرة التي استطاعت إنهاكهُ في معركة قرقور سنه 853 ق.م. عاود شلمنصر غزواته في الأعوام التاليه وكبد الآراميين خسائر كبيرة لكن صمدت كثير من الممالك ومنها دمشق وحماة أمام المد الآشوري. توفي الملك «برهدد الثاني» وخلفه ابنه «حزائيل» سنه 842 ق.م. الذي بسط سلطانه على كل بلاد الشام تقريباً واسترجع جميع المناطق من إسرائيل وكان خصماً عنيداً للملك الأشوري شلمنصر الثالث وبقيت دمشق في عهده تتمتع باستقلالها رغم تقلص نفوذها. خلَف الملك حزائيل ابنه «برهدد الثالث» سنه 805 ق.م.الذي فرض الجزية على الممالك التابعة له فاستاءت هذه الممالك وضعفت سيطرته عليها وفي هذه الأثناء شن الملك الآشوري أداد نيراري الثالث حملة على آرام دمشق واستطاع أخضاعها وفرض الجزية. توفي الملك «برهدد الثالث» سنة 773 ق.م. وبقي الأمر هكذا حتي تولي الملك «رصين» سنه 750 ق.م. الذي خاض عدة حروب مع إسرائيل واسترد منها اراض كثيره إلى أن قام الملك الاشوري تغلث فلاسر الثالث باجتياح المقاطعات الآرامية الستة عشرة التابعة لآرام دمشق وعاث في الأرض خراباً وسبى عدداً كبيراً من الآراميين وحاصر دمشق خمسة وأربعين يوما حتي دخلها وقتل الملك «رصين» وبذلك سقطت مملكة آرام دمشق سنة 732 ق.م. بعد أن دامت أكثر من ثلاثمائة سنة.
برع الآراميون في الصناعات المختلفة مثل صناعة الملابس الصوفية والكتانية والقطنية والأثاث الخشبي والجلود، وأدوات الكتابة وفي صناعة الحليّ من الفضة والذهب والحفر على المعادن والعاج. واذدهرت التجارة في العصر الآرامي فجابت قوافلهم جميع بلاد المشرق القديم . استخدم الاراميون لغتهم الخاصة الاراميه وديانتهم وثنيه متعدده وكان للالهه اسم عام هو بعل . عبدوا بعل هدد كإِلهًا للطقس واختلطت عبادتهم بعباده جيرانهم فعبدوا الاله سن اله القمر عند البابليين والاله شمشي اله الشمس عند الاشوريين.
تأثر بالآراميون عدة قبائل سامية استوطنوا شرق نهر الأردن وأهمها
العمونيون الذين استوطنوا شمال الأردن منذ القرن الثاني عشر قبل الميلاد فعاشوا حياه البداوة حتي اسسوا مملكة عمون عاصمتها عمون أو عمان سنه 1250 ق.م.
الإدوميون سكان منطقة جنوب شرق الأردن منذ نهاية الألف الثاني قبل الميلاد واسسوا مملكة إدوم وينتسبوا الي (عيسو ابن اسحاق بن إبراهيم).
الموآبيون الذين استوطنوا شرق البحر الميت واسسوا مملكة موآب وينتسبوا الي (موآب ابن احدي بنات لوط)

#### مملكة إسرائيل الموحدة (1050 - 930 ق.م.)
الجزء الجنوب الغربي لبلاد الشام (فلسطين حاليا) ماعدا الساحل الجنوبي الغربي الذي استوطن فيه الفلستيون الذي يقال انهم من شعوب البحر الذين هاجروا من كريت واستوطنوا الجزء الجنوبي من بلاد كنعان.
كان أول ملوك مملكة إسرائيل الموحدة شاؤول الملك وخلفه داود (النبي) وخلفه ابنه سليمان (النبي) وبعد وفاة النبي سليمان أعلن ابنه رحبعام بن سليمان نفسه ملكاً على بني إسرائيل فبايعه سبطا يهوذا وبنيامين الذين كانا يقيمان في منطقة أورشليم وما حولها إلى جنوب فلسطين ورفض الأسباط العشرة الآخرون مبايعته لخلاف نشب بينهم وهكذا انقسمت مملكة إسرائيل الموحدة إلى مملكة إسرائيل الشمالية ومملكة يهوذا.

#### مملكة يهوذا (930 - 588 ق.م.)
عاصمتها أورشليم وأول ملوكها رحبعام بن سليمان وتعاقب عليها 21 ملكاً وتعرضت لغزوات من الشمال والجنوب وكان آخرها على يد الملك البابلي نبوخذ نصر الذي غزاها في عهد يهوياقيم ملك يهوذا سنة 599 ق.م. وسبى بعض من شعبها ونصب صدقيا ملكا ليهوذا الذي ثار مرة اخري علي بابل بتحريض من مصر سنة 593 ق.م. فاجتاح نبوخذ نصر أورشليم وهدم أسوارها وأحرق الهيكل وسبى الالاف من اليهود إلى بابل سنة 588 ق.م.

#### مملكة إسرائيل الشمالية (930-722 ق.م.)
مملكة لعشرة أسباط من بني إسرائيل بقياده سبط افرايم وعاصمتها السامرة أول ملوكها يربعام بن نباط وتلاه 18ملكا اخرهم «هوشع بن ايله» وفي عهده قام الملك الاشوري تغلث فلاسر الثالث باحتلال المملكة وتدميرها.

#### مملكة فريجيا (1200- 705 ق.م.)
الفريجيون شعوب هندو-أوروبية من التراقيين استوطنوا شمال غرب الأناضول في الألفية الثانية وذهبوا للمرتفعات الوسطى وأنشؤوا عاصمتهم غورديوم حكموا آسيا الصغرى بعد انهيار الإمبراطورية الحيثية في القرن الثاني عشر قبل الميلاد وحتى انهيارهم وصعود ليديا في القرن السابع قبل الميلاد. سماهم اليونانيون فريجي استخدموا لغتهم الخاصة الفريجية وبرعوا في الأشغال المعدنية والنحت على الخشب وأحجار القبور المنحوتة . ديانتهم وثنيه متعدده منها عباده الإلهة كوبيلي ووالاله سيبيل
غوردياس كان ملكا أسطوريا في الميثولوجيا الإغريقية اللتي تحكي انه طلب من الآلهة أن تهبه القدرة على تحويل كل ما يمسه إلى ذهب. وأجابت الآلهة طلبه فكان كل مايمسه يتحول ذهباً حتى الطعام وأوشك الرجل أن يموت جوعاً وتبعه ابنه الملك ميداس. كانت أسماء ملوك فريجيا هي غوردياس أو ميداس.
سقطت مملكه فريجيا سنه 705 ق.م. بعد هجمات الكيميريون وهم قبائل هندو-اوربيه نزحوا من شمال القوقاز.

#### فترة مصرية انتقالية ثالثة (1069-664 ق.م.)
عصر الأضمحلال الثالث في مصر الذي بدأ بنهاية الأسرة المصرية العشرون حيث أستقل حريحور أحد قادة الجيش بحكم مصر العليا في طيبة خارجا عن طاعة رمسيس الحادي عشر سنة 1080 ق.م.
وبعد وفاه الملك رمسيس الحادي عشر سنه 1069 ق.م. ارتقي إلي العرش سمندس أحد قادة الجيش فحكم مصر السفلى في العاصمة الشمالية تانيس وأسس الأسرة المصرية الحادية والعشرون توصل الملك حريحور والملك سمندس إلى نوع من الاتفاق فيما بينهم على تقاسم السلطة والالقاب بصورة ودية.
شيشنق الأول ذو الأصول الامازيجية من الصحراء الليبية الذي استقر اجداده في إهناسيا وانخرطوا في صفوف الكهنة حتي صار جده الكاهن الاعظم وتزوج ابيه بابنة الملك بسوسنس الثاني آخر ملوك الأسرة الحادية والعشرون. وبعد وفاة الملك بسوسنس الثاني اعتلي العرش مؤسسا أسرة مصرية ثانية وعشرون سنة 950 ق.م. وأستطاع شيشنق الأول ان يسيطر علي فلسطين ولبنان وذكر في العهد القديم انه استولي علي القدس ومملكة يهوذا سنه 925 ق.م. في العام الخامس من حكم رحبعام بن سليمان. وتوفي الملك شيشنق الأول سنه 923 ق.م. وخلفه ابنه اوسركون الأول وبعده شيشنق الثاني ثم تاكيلوت الأول ثم اوسركون الثاني ثم شيشنق الثالث.
الأسرة المصرية الثالثة والعشرون كانت تتألف من مجموعة من الملوك عاصروا نهاية الأسرة الثانية والعشرون سنه 828 ق.م حكموا في مناطق مختلفة وتواريخهم موضع خلاف ومن أشهرهم تاكيلوت الثاني وشيشنق السادس واوسركون الثالث.
تف ناخت الأول أمير سايس من أصل ليبي تمكن من أعتلاء العرش في مصر السفلى مؤسسا الأسرة المصرية الرابعة والعشرون سنه 732 ق.م. وشكل تحالفاً من الممالك الصغيرة في مصر السفلى لإخضاع مصر العليا لكنه انهزم من الملك الكوشي بعنخي.
اسس الارا النوبي مملكة كوش في النوبة وعاصمتها نبتة بعد تفكك المملكة المصرية الحديثة وخلفه الملك كاشتا الذي استطاع ان يمد سيطرته الي طيبة ومصر العليا مؤسسا الأسرة المصرية الخامسة والعشرون
وخلفه ابنه الملك بعنخي الذي استطاع السيطرة علي مصر السفلى سنه 727 ق.م. ولكنه هزم من الملك الأشوري سرجون الثاني ودفعه الي التراجع إلي جنوب مصر والنوبة سنة 720 ق.م. وبعد وفاته خلفه اخيه شباكا سنه 706 ق.م الذي خلفه ابن اخيه الملك طهارقه سنه 690 ق.م الذي تمكن من استعاده السيطرة علي مصر والشام وهدد الاشوريين في بابل والاناضول لكن اخيرا تمكن الملك الاشوري أسرحدون من هزيمته واضطره للتراجع مره اخري الي النوبة . رحل الاشوريين من مصر بعد تنصيب حاكما مصريا نخاو الأول سنه 670 ق.م. مؤسس الأسرة السادسة والعشرون في سايس. عاود الملك الكوشي تنوت اماني اخر ملوك الأسرة الخامسة والعشرون الكوشية غزو مصر وتمكن من السيطرة علي مصر السفلى وقتل الملك نخاو الأول كونه حليفا للأشوريين مما ادي لعوده الجيش الأشوري الذي نجح في دفع الكوشين الي الجنوب حتي طيبة.

#### مملكه أورارتو (1000- 600 ق.م.)
شعوب هندو-اوربيه استوطنوا شرق الاناضول تحت الحكم الاشوري منذ القرن الثالث عشر قبل الميلاد . لم يكن مجتمع متجانساً من الناحية العرقية. فإلى جانب الأورارتيين كان هناك الحيثيون والحوريون استخدموا اللغة الاوراتية وديانتهم وثنيه متعدده كجيرانهم في بلاد الرافدين وسوريا فعبدوا الاله خالدي والاله تيشيبا. تبرز النصوص الآشورية في منتصف القرن التاسع قبل الميلاد وجود دولة أورارتية موحدة عاصمتها «أرزاسكون» ويحكمها الملك «أرامي»
هاجم الملك الآشوري شلمنصر الثالث أورارتو ونجح في احتلال عاصمتها «أرزاسكون» وتدميرها عام 856 ق.م.
بدأت بوادر قوة الدولة بالظهور في عهد الملك «ساردوري الأول» 844 ق.م.الذي اتخذ مدينة «توشبا» عاصمة له وخلفه ابنه الملك «إشبويني» سنه 825 ق.م. ومن بعده ابنه الملك «مينوا» سنه 810 ق.م. الذي وسع حدود الدولة، فوصلت حدودها الجنوبية الشرقية إلى بحيرة أرومية وامتدت شمالاً الي بحيرة وان وغربا الي نهر الفرات. وبعد وفاه الملك مينوا خلفه ابنه «أرغيشتي الأول» سنه 780 ق.م. الذي تابع سياسة والده خصوصاً فيما يتعلق بمنازعة الدولة الآشورية لإبعادها عن مناطق استخراج المواد الأولـية وطرق التجارة الدولية، فهاجم اراض اشوريه جنوب بحيرة أرومية واتجه بقواته غرباً نحو الشمال السوري وخلفه الملك «ساردوري الثاني» سنه 760 ق.م. الذي استمر في توجيه الحملات فوصلت قواته جنوباً إلى حوض نهر ديالى. ووجه حملتين نحو بلاد الشام لتوطيد نفوذه في المناطق الخاضعه لأورارتو. الا ان الملك الاشوري تغلث فلاسر الثالث تمكن من هزيمة قوات «ساردوري الثاني» وحلفائه من المدن الآراميه في سوريا سنه 743 ق.م. ثم عاود مره اخري هجومه في عمق الأراضي الأورارتية حتي وصل إلى العاصمة توشبا سنه 735 ق.م. تولي الملك «روسا الأول» الحكم سنه 730 ق.م. الذي حاول إصلاح الإدارة والجيش ولكن الإصلاحات لم تعط ثمارها بسبب ظهور خطر قبائل أرزاسكون وزيادة الضغط الآشوري فنال هزيمه ساحقة من الاشوريين سنه 714 ق.م.
تولي الملك «روسا الثاني» سنه 680 ق.م الذي ساد عهده السلام مع الدولة الأشوريه واذدهرت الدولة وخلفه الملك «ساردوري الثالث» سنه 654 ق.م. الذي اضطر إلى الاعتراف بالسيادة الآشورية على بلاده نتيجه لضعف الدولة. وبعد سقوط الدولة الآشورية عام 610 ق.م خضعت أورارتو للميديون الذين أبقوا عليها دولة تابعة حتى قضوا علي استقلالها نهائياّ سنه591 ق.م ومنذ نهاية القرن السادس قبل الميلاد بدأت القبائل الأرمينية بالتوطن في أورارتو قادمة من الأناضول لتعطي المنطقة اسم أرمينيا.

#### الإمبراطورية الآشورية الحديثة (934 - 609 ق.م.)
بدء بحكم الملك أداد نيراري الثاني سنه 911 ق.م. الذي نجح في توسيع دائرة حكمه وفرض سيطرته التامة على البلدان والممالك المجاورة بعد أن حكم حوالي عقدين من الزمان أنقذ فيها بلاد آشور من الضعف والتدهورً حتى أصبحت سيدة بلدان العالم القديم واقواها منُذ اواخر القرن العاشر قبل الميلاد وحتى السادس قبل الميلاد، لذلك يعتبره التاريخ القديم مؤسس الإمبراطورية الآشورية الحديثة التي نافست كل من بابل وأورارتو وعيلام ومصر على زعامة العالم القديم حينها. وبعد وفاته خلفه ابنه توكولتي نينورتا الثاني سنه 890 ق.م. الذي أخضع جزءا كبيرا من الأراضي البابلية وعزز المكاسب التي تحققت من قبل والده على الحيثيون والبابليين والآراميون وقاد حملة ناجحة على جبال زاغروس في إيران إخضع فيها الشعوب الإيرانية من الفرس والميديون.
اتخذ الملك توكولتي نينورتا الثاني مدينه نينوى عاصمه للدوله الآشورية بدلا من اشور. وتبعه ابنه آشور ناصربال الثاني سنه 884 ق.م. الذي ضم لبنان لحكمه وتبعه ابنه شلمنصر الثالث سنه 859 ق.م. الذي ثار عليه أحد أبنائه وسبب فتنة داخلية واضطرابات أدت إلى ضياع كثير من المستعمرات البعيدة لكن استطاع ابنه شمشي أدد الخامس القضاء علي الثورة وسحقها بتغلبه على أخيه الثائر وتولي الحكم سنه 824 ق.م. وبعد وفاته عم الضعف والتدهور في البلاد وحلت ازمات اقتصادية استمرت فترة الضعف والتدهور زهاء 80 عاما حكم فيها 4 ملوك حتى تولي الملك تغلث فلاسر الثالث سنه 745 ق.م. الذي توج نفسه ملكا علي بابل واشور أقوى إمبراطورية في العالم القديم . حيث قام بإصلاح نظام المملكة فقام بتقسيم الدولة إلى ولايات تحكم من قبل ولاة يعينهم بنفسه، وعمل على تطبيق سياسة التوطين الإجباري اللتي طالت المئات من المدن والقرى في المنطقة بما في ذلك الآشوريين أنفسهم، وفرض الضرائب لتقوية الدولة وجيشها مما ساعده علي الحفاظ على الجزء الغربي من الهلال الخصيب المنفذ البحري الأهم للدولة الآشورية ومراكزها التجارية بعد سلسلة من المعارك أنهي بها مملكه آرام دمشق القوة الأكبر في المنطقة عام 733 ق.م. واستعاد السيطرة علي بابل سنه 729 ق.م. من الأمير الارامي «نابو مكين زيري» الذي استولى على عرش بابل سنه731 ق.م. وتوجه بعدها لترسيخ الحكم في الدولة الممتدة من الخليج العربي حتى سيناء وتبعه ابنه شلمنصر الخامس سنه 727 ق.م. وفي عهده رفض يوشع اخر ملوك إسرائيل دفع الجزية فزحف علي مملكة إسرائيل (الشمالية) واحتل البلاد وسبي اهلها سنه 721 ق.م. وتبعه اخيه الملك سرجون الثاني سنه 720 ق.م. الذي استعاد السيطرة علي بابل سنه 710 ق.م. من الأمير الارامي «مردك أبلا إدينا» الذي استولي علي عرش بابل سنه 721 ق.م. وتبعه ابنه سنحاريب سنه 705 ق.م. الذي عمل على بناء مدن جديدة وحول العاصمة إلى دور شروكين غير أنه واجه عدة ثورات على حكمه في بابل ومملكة إسرائيل ما حدا به إلى تنظيم حملات عسكرية لإخضاعها وهناك اصطدم مع القوات الكوشية بقيادة الفرعون النوبي طهارقة وتبعه ابنه أسرحدون سنه 680 ق.م. الذي استطاع ان يهزم طهارقه وحلفاؤه في صيدا واجبره علي التراجع جنوبا واستولي علي منف ثم انسحب عائدا الي سوريا. وخلفه ابنه آشور بانيبال 668 ق.م. في عهده لم تكن آشور معروفة بقوتها العسكرية فقط، بل أيضاً بالثقافة والفنون، فقد تأسست أول مكتبة مجمعة بشكل منظم في عهده، وكانت الكتب على هيئة ألواح من الطين الخزفى المحروق كانت الكتابة باللغة المسمارية.
توفى آشور بانيبال سنة 626 ق.م، وكان قد أقام السلام في فلسطين وفينيقيا وسوريا كما قهر عيلام لكن الإمبراطورية التي شيدها ما لبثت أن انهارت بعد وفاته بسب الخلاف بين أبنائه على خلافتة ومالبثت ان ثارت بابل بقياده نبوبولاسر واستقلت وأصبحت مرة أخرى مملكة مستقرة عام 625 ق.م، وأخيرا أستولى البابليون وحلفائهم الميديون على مدينة نينوى وكان ذلك في سنة 612 ق.م.

#### الإمبراطورية البابلية الحديثة (627 - 539 ق.م.)
سلاله بابل الحادية عشر اسسها الملك نبوبولاسر الكلدي سنه 627 ق.م. الذي نصب نفسه ملكا علي بابل معلناً استقلاله عن حكم الآشوريين وتمكن من توحيد القبائل الكلدية الآراميه ثم سيطر على كامل اقليم بابل وبالتعاون مع الميديون استطاع اسقاط مدينة نينوى عاصمة الآشوريين سنة 612 ق.م واسس إمبراطورية كبيرة تميزت بالعمران والفنون والعلوم. وبالرغم ان اللغة الآرامية كانت اللغة العامية عند البابليون لكن اللغة الأكدية كانت اللغة الرسمية في الوثائق والدواوين الرسمية. بعد وفاة الملك نبوبولاسر خلفه ابنه نبوخذ نصر الثاني أو بختنصر سنه 605 ق.م. الذي كان أحد أقوى الملوك الذين حموا بابل وبلاد ما بين النهرين، حيث جعل من الإمبراطورية الكلدانيه أقوى الإمبراطوريات في عهده بعد أن خاض عدة حروب ضد الآشوريين والمصريين ومد نبوخذ نصر الثاني جيوشه إلى سوريا ووصل إلى حدود مصر بالتحديد أرض غزة الحالية ولكنه هزم فيالحرب المصرية البابلية عام 601 ق.م. كانت عسقلان أول المدن اللتي تمردت ورفضت دفع الجزية فقام نبوخذ نصر الثاني باحتلالها وسبى بعض من سكانها وعين ملكا آخر عليها سنه 604 ق.م.. وبعدها رفضت مملكة يهوذا دفع الجزية بدعم المصريين ففرض نبوخذ نصر الحصار على أورشليم عاصمة مملكة يهوذا وسبى بعضا من سكانها مع ملكهم يهوياقيم ونصب صدقيا بن يهوياقيم ملك عى يهوذا عام 597ق م إلا أن صدقيا أعلن عصيانه مما دفع البابليون لحصارها سنة كاملة حتي تمكن الملك البابلي نبوخذ نصر الثاني من اقتحام. مدينة أورشليم وخربها وحرق هيكل سليمان وسبي معظم سكانها لينهى حكم سلالة داود على مملكة يهوذا عام 587ق م. اما مدينة صور الكنعانية فحاصرها لمدة 13 عام حتي رضخ الكنعانيون للهيمنة البابلية سنه 572 ق.م. ويعد هذا الحصار الأطول في التاريخ . له أيضا أعمال عمرانية عظيمه في بابل منها حدائق بابل المعلقة احدي عجائب الدنيا السبع.
بعد وفاة الملك البابلي نبوخذ نصر الثاني خلفه ابنه أميل مردوخ سنه 562 ق.م. الذي قتل في ثورة بعد حكم قصير دام سنتين ليحكم بعده صهر نبوخذ نصر الملك نرغال شراصر سنه 559 ق.م. الذي قام ببعض الحملات العسكرية في شرق الأناضول ضد الميديون. الا انه قتل من قبل اتباع الملك السابق أميل مردوخ سنه 556 ق.م. وخلفه لبشي مردوخ في الرابعه من عمره وعين الملك نبو نيد زوج نيتوكريس البابلية ابنة نبوخذ نصر الثاني وصيا عليه وسرعان ما ازاح الصغير واصبح الحاكم سنه 556 ق.م اهتم بعماره المعابد وكان أكثر عهده معتكفا بمدينة تيماء مركز عبادة إله القمر سين فسبب له كهنة الاله مردوخ المشاكل. مما اضطره للتنازل عن الحكم لابنه بلشاصر سنه 539 ق.م. الذي بدا في عهده غزو الفرس بقياده قورش للملكه سنه 538 ق.م. وكانت نهاية الدولة البابلية بإزاحته عن الحكم.

#### الميديون (678 - 549 ق.م.)
شعوب هندو-آريه
في القرن الخامس عشر قبل الميلاد هاجرت قبيلتان رئيسيتان من الآريين من نهر الفولجا شمال بحر قزوين واستقرا في بلاد فارس استقر الفارسيين في الجنوب واستوطن الميديون في مناطق جبال زاغروس فيما يعرف الآن بكردستان وأذربيجان.
خضع الميديون للاشوريين في عهد الملك الاشوري شلمنصر الثالث سنه 836 ق.م. حتي أستطاع «دياكو» زعيم قبائل منطقة جبال زاغروس توحيد قبائل الميديين في مملكة ميديا وعاصمتها إكباتان سنه 728 ق.م. والاستقلال عن الحكم الاشوري وبعد وفاته خلفه ابنه «فرورتيش» سنه 675 ق.م. الذي أخضع شعوباً وقبائل كثيرة كانت تتواجد في أصفهان وآذربيجان وكردستان وهمدان. قتل الملك «فرورتيش» في معركة مع الآشوريين فخلفه ابنه «خشتريته» سنة 653 ق.م. الذي اتحد مع كل من المانايين والسكايين ضد الآشوريين وبعد وفاته خلفه ابنه سياخريس سنه 625 ق.م. الذي اتحد مع البابليين وزوج أبنته امتيس لنجل الملك البابلي نبوبولاسر إلا أنها أصيبت بالكآبة في بابل مما جعل الملك البابلي يأمر ببناء حدائق بابل المعلقة وبعد حرب دامت سنتين نجح سياخريس ونبوبولاسر في القضاء علي الإمبراطورية الآشورية الحديثة عام 612 ق.م. وبعد وفاته خلفه ابنه أستياجيس سنه 585 ق.م. الذي زوج ابنته لقمبيز الأول أحد قواده الفارسيين الذي انجب كورش الكبير الذي انقلب علي جده لينهي حكم المملكة الميديه ويؤسس الإمبراطورية الأخمينية سنه 549 ق.م.
اعتنق الميديون الديانة الزردشتية.

#### مملكة ليديا (685 - 546 ق.م.)
شعوب هندو-أوربية استوطنوا مناطق غرب الأناضول منذ الألفية الثانية قبل الميلاد وكانوا على تواصل مع المدن اليونانية عبر بحر إيجه فاستخدموا الأبجدية اليونانية وتأثروا بالمعتقدات الدينية اليونانية وتعتبر ليديا أول من سك العملة. كانت ليديا تابعة لفريجيا وبعد سقوطها على يد الكيميريون أعلن الملك غيغس استقلاله وأسس مملكة ليديا سنة 685 ق.م. واتخذ سارد عاصمة له . وتمكن من هزيمة الكيميريون بتحالفه مع الدولة الآشورية. نقض الملك غيغس تحالفه مع الآشوريين وتحالف مع فرعون مصر بسماتيك الأول ضد الآشوريين فانتهز الكميريون الفرصة وقاموا بهجوم على ليديا قُتل فيه الملك غيغس سنه 657 ق.م. واحتل الكيميريون ليديا حتى تم طردهم نهائيا في عهد الملك الرابع ألياتس الثاني الذي تولّى الحكم سنة 610 ق.م. وشن حرباً ضد الميديين ثم عقد معهم صلحاً عام 585 ق.م. به أصبح «نهر الهالز» يشكل الحدود بين مملكتي ليديا وميديا. وفي عهد الملك ألياتس الثاني بلغت مملكة ليديا درجة عظيمة من الرخاء وخلفه إبنه كرويسوس سنة 565 ق.م. الذي وسع رقعتها بما فتحه من أقاليم جديدة شملت آسيا الصغرى جميعها تقريباً حتى ضمها الشاه الأخميني كورش الكبير للإمبراطورية الأخمينية سنة 546 ق.م.

#### الكنعانيون
شعوب سامية استوطنوا في بلاد الشام على شكل موجات من مناطق البادية العربية منذ نهاية الألف الثالث قبل الميلاد انتشر الكنعانيون على طول ساحل بلاد الشام. أطلق اليونانيون اسم فينيقيا على الكنعانيين سكان الساحل الشرقي للبحر المتوسط المشتق من فينيقيون أي الأحمر الأرجواني .
ديانة الفينيقيون وثنية متعددة كل مدينة لها ثلاث آلهه خاصة بها إله كبير يملك القوة والحكمة يسمى في العادة بعل أي سيد وإلهة أُنثى تمثل الحنكة والحياة، وإله شاب يمثل النبات والولادة ومن أسماء آلهتهم أيل. بعل وعشتريت وأدونيس وأشمون
أسس الكنعانيون ممالك عدة مثل: حبرون، بوس، طرطوس، أرواد، بيسان، مدين عكا، حيفا، صور، صيدون، بيروت وجبيل
خلال مطاردة المصريون الهكسوس في عهد المملكة المصرية الحديثة ضم الفرعون المصري تحتمس الثالث الساحل الشرقي للبحر المتوسط بالكامل ومنها المدن الفينيقية نحو 1455 ق.م. وفي بداية القرن الثاني عشر قبل الميلاد ضعفت المملكة المصرية الحديثة مما أعطى الفنيقيين الفرصة للاستقلال فازدهرت المنطقة وفرضت وجودها التجاري على حوض المتوسط.
وفي هذه الفترة وسّع الفنيقيون تجارتهم لتشمل، بالإضافة للنسيج، المعادن والزجاج. كما برعوا في تشكيل المعادن وتشكيل الزجاج وفي الملاحة البحرية. كما أسسوا المستعمرات في حوض المتوسط مثل قبرص، رودوس، كريت وإمبراطورية قرطاجية في شمال غرب أفريقيا.
وفي هذه الفترة ابتكر الفينيقيون الأبجدية الفينيقية لتسهيل التجارة والتخاطب مع للشعوب الأخرى. ونشروها بين شعوب البحر المتوسط.
استولت الإمبراطورية الآشورية الحديثة على المدن الفينيقية سنة 875 ق.م. وقضوا على ازدهار الفنيقيين. حاول سكان مدن صور وبيبلوس الانتفاضة على حكم الآشوريون في القرن الثامن قبل الميلاد إلا أن الملك الأشوري تغلث فلاسر الثالث أخضعهم وفرض جزية قاسية. وحاولت صور الانتفاضة ضد الملك الأشوري سرجون الثاني إلا أنه أخضعها سنة 721 ق.م. وقام الملك الأشوري أسرحدون بتدمير وسبي سكان صيدا وبناء مدينة جديدة على أنقاضها سنة 681 ق.م. بعد قضاء الإمبراطورية البابلية الحديثة على الإمبراطورية الآشورية الحديثة سنة 612 ق.م. خضعت المدن الفينيقية للحكم البابلي قاومت مدينة صور لمدة 13 عاما حصارا قويا من ِقِبل الملك البابلي نبوخذ نصر الثاني قبل أن يفتحها ويأسر أهلها سنة 572 ق.م. أنهت الإمبراطورية الأخمينية حكم البابليين في عهد الملك الأخميني كورش الكبير مما جعل الفينيقيون يخضعوا للفرس الأخمينيين.

#### العصر الفرعوني المتأخر (664-332 ق.م.)
بدأ بنهاية العصر الانتقالي الثالث حتى العصر البطلمى. بداية بالأسرة السادسة والعشرون بعد مقتل الملك نخاو الأول وتولّي ابنه إبسماتيك الأول الذي استطاع توحيد مصر في العام الثامن من حكمه عندما أرسل أسطولاً قوياً سنه 656 ق.م. لاستعاده طيبة من الكوشيين ودفعهم إلى شمال السودان. واستعاد رخاء مصر خلال فترة حكمه الطويلة التي امتدت 54 عامًا. وخلفه ابنه نخاو الثاني سنه 610 ق.م. الذي حارب يوشيا ملك يهوذا وعيّن ملكا تابعا له لعرش أورشليم فظل فرعون سيد فلسطين وسوريا مدة أربع سنين. غير أن الملك البابلي نبوخذ نصر الثاني انتصر عليه في معركة كركميش سنة 605 ق.م. بسط البابليون سلطتهم على سوريا وفلسطين وحاولوا غزو مصر ولكن صدهم المصريين عند غزة في الحروب المصرية البابلية. بعد وفاة الملك نخاو الثاني خلفه ابنه بسماتيك الثاني سنة 595 ق.م. الذي توفي بعد سبع سنوات وخلفه ابنه واح ايب راع سنة 589 ق.م الذي استطاع استعادة سوريا والشام من البابليين. انقلب أحمس الثاني على الملك واح ايب راع وتولي الحكم سنة 570 ق.م وفي عهده الذي دام 44 عام شهد نهضة عظيمة وإن كان استمر في اعتماده على الجنود الإغريق في الجيش . وبعد وفاته سنه 525 ق.م خلفه ابنه بسماتيك الثالث الذي لم يكمل عامه الأول حتى استطاع الشاه الأخميني قمبيز الثاني غزو مصر بعد انتصاره في معركة الفرما وأصبحت مصر ولاية فارسية سنة 525 ق.م.
أسس الأسرة المصرية السابعة والعشرون الملوك الفرس الأخمينيين الذين احتلوا مصر بدء بالملك قمبيز الثاني وبعد وفاته سنه 521 ق.م. خلفه داريوس الأول بعد صراع على السلطة الذي توفي عام 486 ق.م. فخلفه خشايارشا الأول وخلفه أرتحششتا الأول سنة 465 ق.م. وفي عهده ثار المصريين لكنه استطاع إخماد الثورة وبعد وفاته خلفه أحشويروش الثاني لمدة خمسة وأربعين يوماً وانتهت حياته مسموماً على يد أخيه سجديانوس الذي لم يحتفظ بالعرش أكثر من ستة أشهر إذ قُتل على يد أخيه الآخر داريوس الثاني سنه 423 ق.م.
أسس الأسرة المصرية الثامنة والعشرون أميرتايوس أحد النبلاء الذي قام بتكوين جيش في سايس وانقض به على الحامية الفارسية. بعد وفاة الشاه داريوس الثاني سنة 404 ق.م.
أسس الأسرة المصرية التاسعة والعشرون نفريتس الأول سنة 398 ق.م. بعد انتصاره على الملك أميرتايوس في معركة ثم قام بإعدامه. واتخذ «منديس» عاصمة له وساند أسبرطه في حربها مع الإمبراطورية الإخمينية وتوفي سنة 393 ق.م. وخلفه هاكور ونافسه على الحكم بساموثيس الذي يستطيع أن يخلع الملك هاكور ويرتقي إلى العرش بدلاً منه إلا أن الملك هاكور تمكّن من خلع الملك بساموثيس واستعادة عرشه حتى وفاته سنة 379 ق.م. وخلفه ابنه نفريتس الثاني.
تمكن نختنبو الأول أحد قادة الجيش من الإطاحة بالملك نفريتس الثاني وتأسيس الأسرة المصرية الثلاثون سنة 380 ق.م. واتخذ سمنود عاصمة له وتمكن الملك نختنبو الأول من صد محاولة غزو فارسي من قبل الشاه أردشير الثاني الأخميني سنة 374 ق.م. وبعد وفاته سنة 365 ق.م. خلفه ابنه تيوس الذي قام بحملة لبلاد الشام التي كانت تحت الاحتلال الفارسي وخلال الحملة انقلب عليه ابن أخيه نختنبو الثاني سنة 360 ق.م. وفي عهده عاود الفرس بقيادة الشاه أردشير الثالث الأخميني غزو مصر سنة 343 ق.م وهرب الملك نختنبو الثاني إلى النوبة وعادت مصر ولاية فارسية تخضع لحكم الملوك الفرس الذين أسسوا الأسرة المصرية الحادية والثلاثون.

#### الإمبراطورية الأخمينية (550 - 330 ق.م.)
استقرت قبائل الفرس الآرية في الجنوب عند منطقة سُميت فارس. اختلطوا مع الميديون حتى تمرد كورش الكبير على جده الملك الميدي أستياجيس ليقضي على مملكة ميديا سنة 549 ق.م. بعد توحيد بلاد فارس انتقل إلى بسط سيطرته المطلقة على عواصم الشرق مستفيداً من الأوضاع الدولية واضطراب الأحوال الداخلية في الدول القديمة. احتل الشاه كورش الكبير بابل مركز حضارة العالم القديم سنة 538 ق.م. ثم توسّع إلى بلاد الشام واجتاح مملكة ليديا في غرب الأناضول ووصل إلى بحر إيجة وتوسع شمالاً إلى جبال القوقاز، كما توسع شرقاً في آسيا الوسطى ليقيم إمبراطورية جديدة في المشرق عاصمتها شوشان على أنقاض الإمبراطوريات والممالك القديمة اجتمعت فيها شعوب وتلاقت ثقافات ولغات وعقائد وعادات. كان نظام الحكم ملكياً مطلقاً، ويستند الملك، لفرض سلطانه، إلى حاشية مميزة ويساعد الملك حكام إقطاعيون كانوا يملكون الأراضي ويجندون الجيوش ويؤلفون طبقة أرستقراطية شغل كبارها الوظائف في قيادة الجيش والوزارة والقضاء والإدارة والولاية، كانت الديانة السائدة في إيران الزرادشتية ولكنها لم تمتد إلى الدول التي خضعت للإمبراطورية الفارسية.
بعد وفاه الشاه كورش الكبير عام 530 ق.م. خلفه ابنه قمبيز الثاني الذي الذي قاد حملة على مصر سنة 525 ق.م. وأسقط عرش الفراعنة ولكنه أثار المصريين بفرض ضرائب مرهقة وبتعرضه للتقاليد الدينية. وبعد انتحار الشاه قمبيز الثاني خلفه داريوس الأول سنة 522 ق.م. الذي توسع باتجاه الشرق إلى حوض نهر السند وغرباً إلى ضفاف نهر الدانوب وأكمل بناء الجهاز الإداري للدولة وحكم الإمبراطورية الأخمينية حكما مطلقا وكانت البلدان التابعة له تتمتع بحكم ذاتي لكن المبالغة في فرض الضرائب والتدابير القاسية على السكان الإغريق المقيمين على الساحل الإيوني، أدت إلى اندلاع ثورة سنة 499 ق.م. كانت الشرارة التي أشعلت الحروب الفارسية اليونانية التي استمرت خمسون عاما. كما اندلعت الثورات في مصر 486 ق.م. وفي بابل 482 ق.م. وتوالت حركات الانفصال والاستقلال.
وبعد وفاه الشاه داريوس الأول خلفه إبنه خشايارشا الأول سنة 486 ق.م. الذي أخمد ثورة المصريين على حكم الفرس وأراد أن ينتقم من أثينا لدعمها تمرد إيونية فوصل بجيشه حتى مشارف أثينا لكنه انهزم أمام صمود الأثينيين الذين أغرقوا الأسطول الفارسي في معركة سلاميس (480 ق.م) بعد اغتيال الشاه خشايارشا الأول على يد رئيس حرسه ارتبانيس خلفه إبنه أرتحششتا الأول سنة 475 ق.م. وفي عهده بدء التدهور ولم يكن لملوك فارس من هدف سوى مقاومة المدن اليونانية الصغيرة وقبل التخلي عن الساحل الغربي لآسيا الصغرى مقابل عدم مساعدة اليونانيين للتمرد في آسيا الصغرى ومصر ولكن الحرب البيلوبونيسية بين المدن الإغريقية مكنته من استرداد مواقعه على الساحل الغربي. وبعد وفاة الشاه أرتحششتا الأول سنة 424 ق.م. خلفه أحشويروش الثاني لمدة خمسة وأربعين يوماً وانتهت حياته مسموماً على يد أخيه سجديانوس الذي لم يحتفظ بالعرش أكثر من ستة أشهر إذ قُتل على يد أخيه الآخر داريوس الثاني سنة 423 ق.م. وعندما مات الشاه داريوس الثاني خلفه إبنه أردشير الثاني الأخميني سنة 404 ق.م. الذي توفي ولديه مائة وخمس عشر ولدا فترك صراعا على الحكم حتى استطاع أردشير الثالث الأخميني الإستئثار بالحكم سنة 358 ق.م. الذي نجح في ترميم كيان المملكة وقمع كل محاولات الثورة والاستقلال وأعاد غزو مصر سنة 343 ق.م. ومات مسموما في قصره سنة 338 ق.م. وخلفه إبنه ارسيس الذي مات مسموما هو الآخر بعد عامين فتولّى الحكم داريوس الثالث سنة 336 ق.م. وفي عهده أرسل الملك فيليب الثاني المقدوني جيشا لتحرير آسيا الصغرى من حكم الفرس لكن اُغْتِيلَ الملك فيليب الثاني وخلفه إبنه الإسكندر الأكبر سنة 336 ق.م، الذي انطلق عام 334 ق.م في حملة على بلاد فارس فتمكّن من دحر الفرس وشرع في انتزاع ممالكهم الواحدة تلو الأخرى في سلسلة من الحملات العسكرية التي دامت عشر سنوات. حيث فتح آسيا الصغرى بعد هزيمة الشاه داريوس الثالث في معركة إسوس ثم اتجه جنوبا لفتح المدن الفينيقية التي تحت نير الاستعمار الفارسي ففتحت أبوابها للإسكندر واستقبلته كمخلّص إلا مدينة صور التي قاومت فحاصرهها حتى تمكن من فتحها وعاقب أهلها بتدمير المدينة فخضعت له كل المدن الشامية بما فيها القدس ثم وصل الإسكندر إلى الفرما بوابة مصر الشرقية في خريف عام 332 ق.م. ولم يجد أي مقاومة من المصريين ولا من الحامية الفارسية عند الحدود ففتحها بسهولة ثم عبر النيل ووصل إلى العاصمة منف فاستقبله أهلها كمحرر منتصر. عاد الإسكندر الأكبر بجيشه متجها إلى بلاد ما بين النهرين حيث كان الشاه داريوس الثالث قد حشد جيشا جرارا واصل الإسكندر انتصاراته ودخل الإسكندر بابل مكللاً بالظفر ثم انطلق الإسكندر في اتجاه العاصمة الأخمينية شوشان فدخلها واستولى على خزائنها ثم تابع الإسكندر فاتحا المدينة تلو الآخرى في آسيا الوسطى ومطارداً الشاه داريوس الثالث الذي قُتل على يد أحد قواده وبعد فتح كامل أراضي الإمبراطورية الأخمينية أصبحت الأراضي الخاضعة الإسكندر الأكبر قد امتدت من البحر الأدرياتيكي غرباً إلى نهر السند شرقا وكان يسعى إلى الوصول إلى نهاية العالم فأقدم على غزو الهند سنة 326 ق.م قبل أن يعود أدراجه بناء على إلحاح قادة جنده.
وفي طريق عودته توفي الإسكندر الأكبر في مدينة بابل سنة 323 ق.م. بعد أن تمكن بفتوحاته من مزج الثقافة الإغريقية الهلينية بالثقافات الشرقية المختلفة للشعوب الخاضعة له كما أسس أكثر من عشرين مدينة تحمل اسمه في أنحاء مختلفة من إمبراطوريته أبرزها وأشهرها مدينة الإسكندرية في مصر.

#### عصر هلنستي (323-146 ق.م.)
بدأ العصر الهلنستي مباشرة بعد وفاة الإسكندر الأكبر الذي قسمت إمبراطوريته بعد فترة من الصراع بين قادة جيشه إلى المملكة البطلمية في مصر والإمبراطورية السلوقية في بلاد الشام وبلاد ما بين النهرين وبلاد فارس. ومملكة الأسرة الأتالية في تراقيا ومملكة الأسرة الأنتيغونية في مقدونيا واليونان . أصبحت اللغة اليونانية لغة عالمية وتفاعلت الثقافة اليونانية مع ثقافات الشرق الأدنى القديم مما ساهم في حدوث تقدم كبير في الفلسفة والجغرافيا والفلك والرياضيات وحمل لواء هذا التقدم العلمي تلاميذ أرسطو.
انخفضت أهمية المدن اليونانية وأصبحت المراكز الكبرى للثقافة الهلنستية هي الإسكندرية عاصمة المملكة البطلمية وإنطاكيا عاصمة الإمبراطورية السلوقية.
تحللت الإمبراطورية السلوقية تدريجيًا حتى ضمها القائد الروماني بومبيوس الكبير الإمبراطورية الرومانية عام 64 ق.م. في حين انتهت المملكة البطلمية في مصر بهزيمة مارك أنطوني وكليوباترا السابعة على يد أغسطس قيصر في معركة أكتيوم عام 31 ق.م. وأصبحت مصر ولاية رومانية.